# Priscilla de Vos
Priscilla de Vos (Leiden, 14 januari 1987) is een Nederlands voetballer die sinds 2011 speelt voor Telstar in de Eredivisie Vrouwen.

## Carrière
De Vos kwam in 2011, na onder andere voor Ter Leede en RCL te hebben gespeeld, bij SC Telstar VVNH terecht. De witte leeuwinnen vullen vanaf dat jaar de vrijgekomen plek van AZ in in de Eredivisie Vrouwen. In haar eerste wedstrijd was De Vos direct trefzeker voor de Velsenaars. Gedurende het seizoen scoorde ze twee hattricks voor de club. Eenmaal tegen sc Heerenveen en eenmaal tegen VVV-Venlo. Met zestien treffers werd ze topscorer van de Eredivisie.

## Statistieken
| Seizoen | Club            | Land      | Competitie  | Wedstrijden | Doelpunten |
| ------- | --------------- | --------- | ----------- | ----------- | ---------- |
| 2008/09 | Ter Leede       | Nederland | Hoofdklasse | -           | 13         |
| 2009/10 | Ter Leede       | Nederland | Hoofdklasse | -           | 5          |
| 2010/11 | RCL             | Nederland | Hoofdklasse | -           | 23         |
| 2011/12 | SC Telstar VVNH | Nederland | Eredivisie  | 18          | 16         |
| 2012/13 | SC Telstar VVNH | Nederland | Eredivisie  | 23          | 11         |
| 2013/14 | SC Telstar VVNH | Nederland | Eredivisie  | 23          | 7          |
| 2014/15 | SC Telstar VVNH | Nederland | Eredivisie  | 24          | 5          |
| 2015/16 | SC Telstar VVNH | Nederland | Eredivisie  | 0           | 0          |

Laatste update 3 juli 2015